# Para (Fluss)
Der Para ist ein Fluss im Norden von Suriname, in den Distrikten Brokopondo und Para.
Er ist ein linker Nebenfluss des Suriname und entsteht in der Savannenlandschaft der Distrikte Para und Brokopondo aus mehreren Bachläufen, wovon der Para- und Saramaccakreek die bekanntesten sind. Nach der Vereinigung dieser Bäche in der Nähe des Ortes und der früheren Plantage Berlijn münden der linke Nebenbach Sabakoe und anschließend die wichtigsten rechten Nebenbäche, der Carolina und der Buffels ein. Der Buffelskreek empfängt viel Wasser aus der Vereinigung des Anjoemara- und Malasibaches, die beide in den Savannen des Brokopondo-Distriktes entspringen. In der alten Küstenfläche nimmt der Para als linken Nebenbach den Coropina, zusammen mit dem Tawaycoura- und nördlich des Ortes Overtoom, den Jawasi auf. Weiter nördlich fließend nimmt er
noch den Pararac als linken Nebenbach auf und strömt bei der Plantage Houttuin, in der Nähe des Ortes Paranam in den Suriname. Hier lag von 1685 bis 1740 am linken Ufer das Fort Para.
Der Para ist ein schmaler, jedoch recht tiefer Fluss. Von seinem Ursprung bis kurz hinter dem Zusammenfluss mit dem Coropina ist er ein Savannenfluss.